# Maria Vavra
Maria Vavra (geboren 1948) ist eine deutsche Richterin. Von 1997 bis 2013 war sie berufsrichterliches Mitglied des Bayerischen Verfassungsgerichtshofs.

## Leben
Seit 2001 war Maria Vavra Richterin am Bayerischen Obersten Landesgericht. Zum 30. Juni 2006 wurde das Bayerische Oberste Landesgericht auf Betreiben von Ministerpräsident Edmund Stoiber aufgelöst und die Aufgaben auf die Oberlandesgerichte verteilt. Daher war Vavra seit 2005 Richterin und später Vorsitzende Richterin am Oberlandesgericht München. Sie wurde dort dem 1. Zivilsenat zugeordnet. Maria Vavra ist seit 2013 im Ruhestand.
1997 wurde Maria Vavra vom Bayerischen Landtag mit 117 von 119 Stimmen für acht Jahre zum berufsrichterlichen Mitglied am Bayerischen Verfassungsgerichtshof gewählt. 2005 wurde sie mit 113 von 136 Stimmen wiedergewählt und hatte das Amt bis 2013 inne.

## Publikationen
- Der unzutreffend geschätzte Auftragswert und die Rüge der fehlenden europaweiten Ausschreibung. In: Hans-Joachim Prieß, Niels Lau, Rüdiger Kratzenberg (Hrsg.): Wettbewerb - Transparenz - Gleichbehandlung. 15 Jahre GWB-Vergaberecht. Festschrift für Fridhelm Marx. Beck, München 2013, ISBN 978-3-406-65266-0, S. 777–790.
- Binnenmarktrelevanz öffentlicher Aufträge. In: Konferenzschrift 2012, Speyer. Werner, Düsseldorf 2013, DNB 103372856X, S. 84 f.
- Der Vergaberechtsprozess. In: Beck'sches Richter-Handbuch. Beck, München 2012, ISBN 978-3-406-61740-9, S. 553–564.
- mit zahlreichen anderen Autoren: Praxiskommentar Kartellvergaberecht. Der 4. Teil des GWB und VgV. Hrsg.: Oliver Hattig, Thomas Maibaum. 2. Auflage. Bundesanzeiger-Verlag, Köln 2014, ISBN 978-3-8462-0134-3.
- mit zahlreichen anderen Autoren: Handbuch des privaten Baurechts. Hrsg.: Nils Kleine-Möller. 5. Auflage. Beck, München 2014, ISBN 978-3-406-64953-0.
- mit zahlreichen anderen Autoren: Vergaberecht. Gesetz gegen Wettbewerbsbeschränkungen - 4. Teil, Vergabeverordnung, Sektorenverordnung, Vergabeverordnung für die Bereiche Verteidigung und Sicherheit, Vergabe- und Vertragsordnung für Bauleistungen, Vergabe- und Vertragsordnung für Leistungen, Vergabeordnung für freiberufliche Leistungen, Verordnung über öffentliche Personenverkehrsdienste. Hrsg.: Jan Ziekow, Uwe-Carsten Völlink. 3. Auflage. Beck, München 2017, ISBN 978-3-406-69951-1.